# Batman - Judge Dredd : La Grande Énigme
Batman/Judge Dredd: The Ultimate Riddle, traduit en français sous le titre Batman - Judge Dredd : La Grande Énigme est un comics américain mettant en présence Batman et Judge Dredd réalisé par Alan Grant et John Wagner (scénario), Carl Critchlow et Dermot Power (dessin). Ce One Shot a été publié aux États-Unis sous forme de roman graphique par DC Comics et en français, pour la première fois aux Éditions USA.

## Synopsis
Batman est à la poursuite du Sphinx. Cette poursuite l'amène dans un piège. Il se retrouve dans une autre dimension face au Juge Dredd et à des criminels dangereux. Ils sont tous aux mains de l'Empereur Xero qui organise une chasse à l'homme avec tous ces participants.

## Personnages
- Batman/Bruce Wayne
- Judge Dredd
- Le Sphinx
- Empereur Xero
- Bane
- Le Joker
- Judge Death
- Killer Croc
- Le Chapelier fou
- Le Pingouin
- Poison Ivy
- L’Épouvantail

## Éditions
- DC Comics, 1995 : première publication en anglais.
- Éditions USA, 1996 : première publication en français.